# مارينو موريتي
مارينو موريتي (بالإيطالية: Marino Moretti)‏ هو كاتب وشاعر إيطالي، ولد في 18 يوليو 1885 في تشيزيناتيكو في إيطاليا، وتوفي بنفس المكان في 6 يوليو 1979.

## وصلات خارجية
- مارينو موريتي على موقع الموسوعة البريطانية (الإنجليزية)